# Осса, Мельхиор фон
Мельхиор фон Осса (нем. Melchior von Ossa; 1506, Осса — 8 августа 1557, Фрауэнфилс) — германский юрист, учёный-правовед и камералист, научный писатель.

## Биография
В 1535—1541 годах занимал должность профессора права в Лейпциге. С 1542 по 1545 год был канцлером курфюрста Иоганна Фридриха I в Саксонии. С 1549 года состоял на протяжении шести лет на службе графа Вильгельма фон Хеннеберга в Шлойзингене. Уже с 1547 года был назначен курфюрстом Морицем на должность судьи Верховного суда в Лейпциге, заняв впоследствии ту же должность в Шлойзингене. В качестве представителя курфюрста Морица в 1550 году участвовал в работе Аугсбургского рейхстага. Был похоронен в церкви Оссы.

## Научная деятельность
Ему принадлежит важный труд по государствоведению, изданный впервые через пятьдесят лет после его смерти: «Prudentia regnativa» (I, Франкфурт, 1607, II, Вольфенбюттель, 1622; полное издание 1717). В этой работе он высказывался против увлечения войной, рекомендовал сокращение придворных штатов и учреждение особого административного контроля. Как убеждённый меркантилист, Осса протестовал против вывоза монеты, поддерживал реформу тюремного дела и ограничение пыток; рекомендовал таксы на жизненные припасы, ограничение роскоши полицейскими мерами и тому подобное. Эта работа считается первым крупным произведением германского камерализма.
Написал также трактат о контрактах и оставил дневник, охватывающий период с 1541 по 1555 годы.